# Heuchera rubescens
Heuchera rubescens là một loài thực vật có hoa trong họ Saxifragaceae. Loài này được Torr. miêu tả khoa học đầu tiên năm 1852.